# كين ميخائيل
كين ميخائيل (بالإنجليزية: Ken Michael)‏ هو حاكم الدولة ومهندس أسترالي، ولد في 12 أبريل 1938 في برث في أستراليا.